# ハビエル・ペレス・デ・クエヤル
ハビエル・フェリペ・リカルド・ペレス・デ・クエヤル・デ・ラ・ゲーラ（スペイン語: Javier Felipe Ricardo Pérez de Cuéllar de la Guerra、1920年1月19日 - 2020年3月4日）は、ペルーの外交官、政治家。第5代国際連合事務総長（在任：1982年1月1日 - 1991年12月31日）。初のアメリカ大陸出身の事務総長で、退任後はペルーの第28代首相を務めた。2020年3月に死去した時は100歳45日で、国際連合事務総長経験者及びペルー首相経験者として最高齢だった。

## 生涯

### 生い立ち
1920年1月19日、リマ生まれ。生家はクエリャル出身のスペイン人を祖先とする裕福な家庭だった。ペルー・カトリカ大学卒業。

### 外交官時代
1940年、外務省入省。1944年に大使館勤務となり、在フランスペルー大使館で書記官を務めた。1947年に最初の妻であるイヴェット・ロバーツ（Yvette Roberts、1922年 - 2013年）と出会い、結婚した。その後、イギリス・ボリビア・ブラジルの各大使館勤務を経て、スイス・ソ連・ポーランド・ベネズエラの各駐在大使を務めた。パリ駐在中に息子のフランシスコ、ロンドン駐在中に娘のアゲダ・クリスティーナが誕生した。
1946年にロンドンで開催された第1回国際連合総会にペルー代表団の一員として参加した他、第25回から第30回までの国連総会の代表団の一員だった。1971年から1975年まで、ペルーの国際連合常任代表（国際連合大使）を務めた。1973年と1974年には、自国の代表として安全保障理事会に参加し、1974年7月のキプロスでの騒乱事件の際には議長だった。1975年9月18日にキプロス問題における特別代表に任命され、1977年12月まで同職を務めた。キプロス駐在中の1975年10月29日に2番目の妻であるマルセラ・テンプル・セミナリオ（Marcela Temple Seminario、1933年8月14日 - 2013年7月3日）と結婚した。マルセラとの間に子供はいなかった。1977年12月にペルー外務省に復帰した。
1979年2月27日に事務次長（特別政治問題担当）に任命された。1981年4月からは同職のまま、アフガニスタン情勢に関する事務総長特別代表を務めた。同年4月と8月にパキスタンとアフガニスタンを訪問した。

### 国際連合事務総長

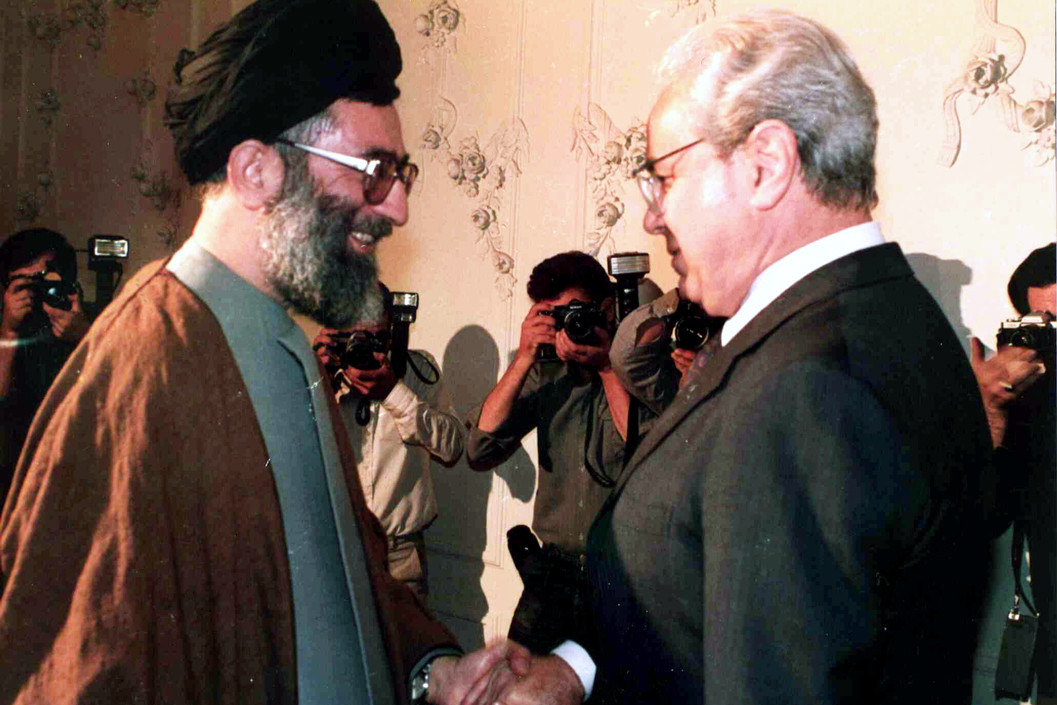
ペレス・デ・クエヤルとイランのアリー・ハーメネイー大統領（1987年9月13日・テヘランにて）

1981年12月31日にクルト・ヴァルトハイムの後を継いで事務総長に就任した（1981年の国際連合事務総長の選出を参照）。1986年10月には再選を果たした。2期目の任期中にフォークランド紛争後のイギリスとアルゼンチンの調停を主導し、中央アメリカに平和と安定をもたらすコンタドーラ・グループの活動を推進した。またナミビアの独立交渉・西サハラにおけるモロッコとポリサリオ戦線との紛争・独立を目指すクロアチア軍とユーゴスラビア人民軍及び現地のセルビア人勢力との戦い・キプロス問題のなど仲裁にも当たった。1986年にはニュージーランドとフランスの間で起きたレインボー・ウォーリア号事件の国際仲裁委員会の議長を務めた。1991年12月31日に2期の事務総長の任期を終えた。

### 政治家時代
1995年のペルー大統領選挙に出馬したが、現職のアルベルト・フジモリに敗北した。2000年にフジモリが汚職容疑で辞任した後、2000年11月から2001年7月まで首相兼外務大臣を務めた。その後2002年から2004年末まで駐フランス大使を務めた。

### 晩年

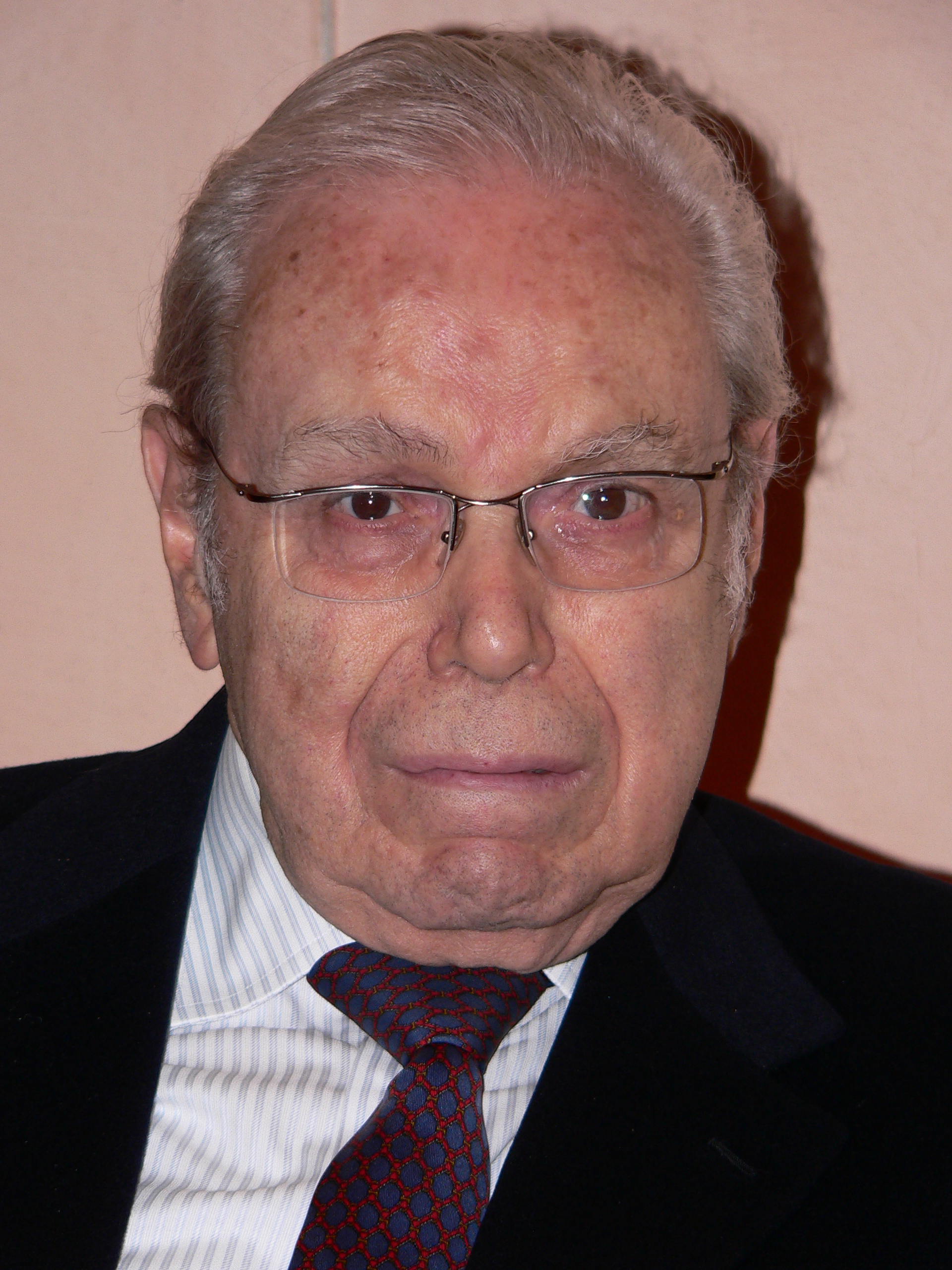
ペレス・デ・クエヤル（2008年）

2005年7月22日に心臓発作を起こしてパリの病院に入院したが、7月30日に退院した。2017年6月19日にルフレド・ソルフ・イ・ムロ（1872-1969）を抜いて、ペルーの首相経験者の中で最長寿となった。
2020年1月に100歳になり、同年3月4日にリマで亡くなった。

## 日本との関係
1982年8月26日、第二次世界大戦時に原爆が投下された広島を訪問している。クエヤルは、広島から全世界に向けて核軍縮のメッセージを広めた。